# آلبرت کان
آلبرت کان (به انگلیسی: Albert Kahn) متولد ۱۸۶۹ معمار یهودی آمریکایی آلمانی الاصل قرن بیستم بود.
او را گاهی بدلیل بناهای متعدد خود در بزرگترین شهر میشیگان، «معمار شهر دترویت» نیر نامیده‌اند.
کان از پرکارترین معماران تاریخ آمریکا نام گرفته بطوریکه در زندگی خود بیش از ۱۰۰۰ ساختمان طراحی کرد.
از آثار او می‌توان ساختمان‌های صنعتی و تجاری زیادی (همانند تاسیسات شرکتهای اتومبیل سازی) در اوایل قرن بیستم را نام برد.
کان در سال ۱۹۴۲ در دترویت درگذشت.